# Vachenau
Vachenau ist eine Gemarkung im Landkreis Traunstein. Bis 1882 bestand die Gemeinde Vachenau im Bezirksamt Traunstein.
Die Gemarkung Vachenau (099876) hat eine Fläche von etwa 1479 Hektar. Sie liegt vollständig im Gemeindegebiet von Ruhpolding und hat nur einen Gemarkungsteil. Das Gemarkungsgebiet setzt sich aus vier Teilflächen zusammen. Der Hauptteil mit knapp 99 % der Gesamtfläche ist umgeben von den Gemarkungen Ruhpolding (099875), Zell (099875), Zeller Forst (099879), Seehauser Forst (099878) und Urschlauer Forst (099874). Auf ihm liegen die Ruhpoldinger Gemeindeteile Bärngschwendt, Eisenberg, Fritz am Sand, Fuchsau,  Fuchswiese, Geiern, Gstatt, Guglberg, Hinterpoint, Laubau, Niedervachenau, Schwaig,  Stocking, Stockreit, Sulzen, Wasen, Waich, Weingarten und der südöstliche Teil von Brand.
Außerdem hat die Gemarkung drei kleine Gemarkungs-Exklaven in der Gemarkung Seehauser Forst. Die westlichste der Exklaven besteht aus dem Förchensee mit dem Gemeindeteil Seehaus und hat eine Fläche von etwa sieben Hektar. Die östliche Exklave mit etwa 7,3 Hektar liegt nördlich der Spitzau-Diensthütte und war die "Spitzau Alpe". Die kleinste der Exklaven hat etwa zwei Hektar, ist nur durch einen gut zehn Meter breiten Streifen der Gemarkung Seehauser Forst vom Hauptteil der Gemarkung Vachenau getrennt und liegt östlich der Mündung des Kühbachgrabens in die Seetraun.

## Geschichte
Die Gemeinde Vachenau wurde 1882 nach Ruhpolding eingemeindet. Zum Zeitpunkt der Volkszählung 1871 hatte die Gemeinde 402 Einwohner in den 24 Orten Berngschwendt, Dickengschwendt, Eisenberg, Feld, Fuchsau, Fuchswiese, Geiern, Gstatt, Guglberg, Hinterpoint, Laubau, Pechtl, Rausch, Schwaig, Seehaus, Siching, Stocking, Stockreit, Sulzen, Vachenau, Wasen, Weich, Weingarten und Winkl.

### Einwohnerentwicklung
| Jahr                            | 1840 | 1852 | 1855 | 1861 | 1867 | 1871 | 1875 |
| ------------------------------- | ---- | ---- | ---- | ---- | ---- | ---- | ---- |
| Einwohner der Gemeinde Vachenau | 406  | 389  | 275  | 384  | 395  | 402  | 406  |